# Hans van Manen

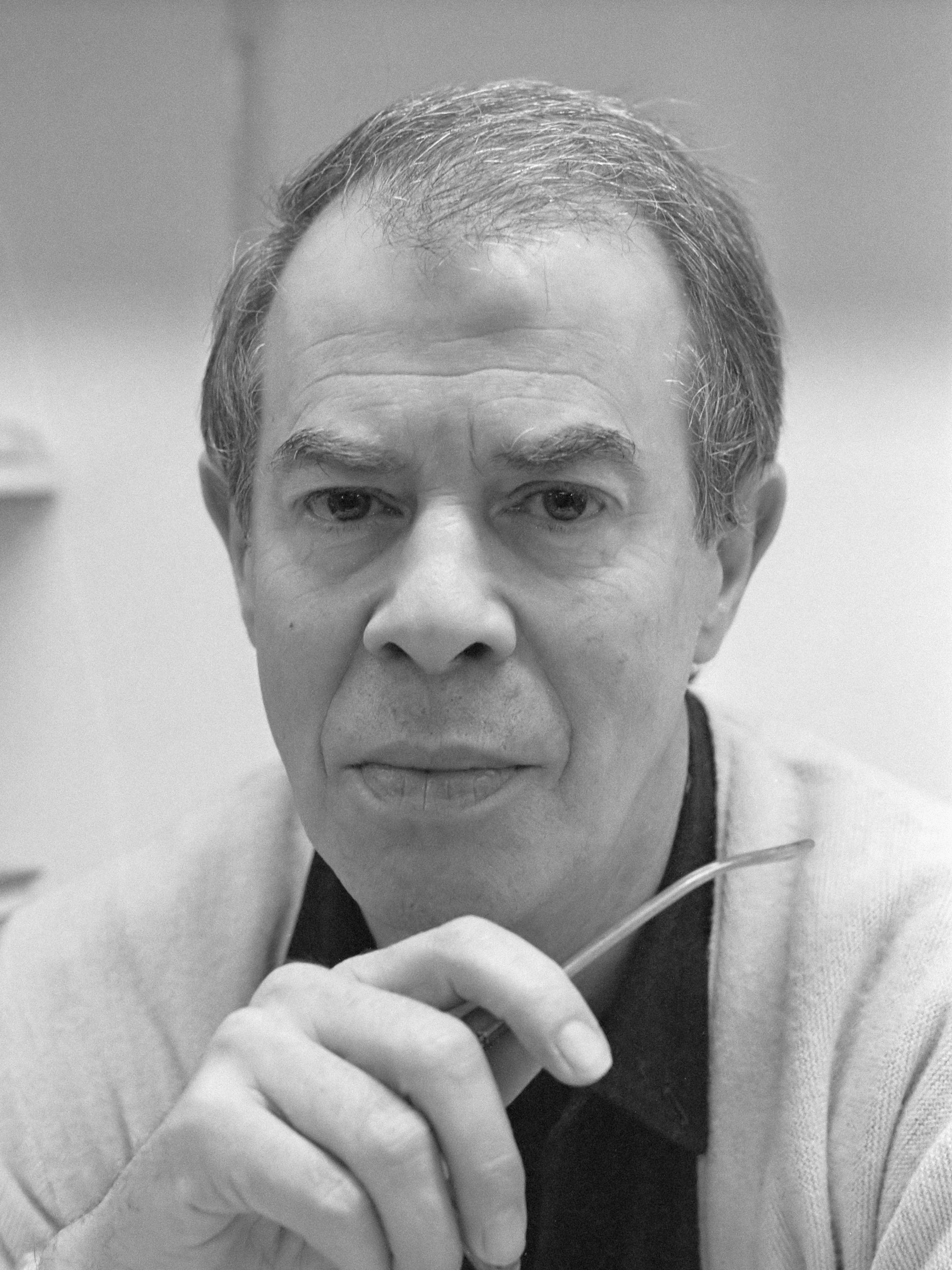
Hans van Manen 1986

Hans van Manen (* 11. Juli 1932 in Nieuwer-Amstel) ist ein niederländischer Choreograf. Er gilt als einer der ganz großen Neuerer des europäischen Balletts. Seine klassizistische, aus der Musik entwickelte Tanzsprache konnte sich von seinem Vorbild George Balanchine emanzipieren. Männer und Frauen agieren in seinen Choreografien gleichberechtigt.

## Leben
Nach einer Ausbildung zum Maskenbildner begann Manen mit seiner Ballettausbildung. Er studierte unter anderem bei Sonia Gaskell, Françoise Adret und Nora Kiss. Ab 1952 tanzte er beim Ballet Recital, dann beim Ballett der Amsterdamer Oper und 1959 bei der Kompanie von Roland Petit.
1957 choreographierte er mit Feestgericht sein erstes Ballett. 1960 gehörte er zu den Gründungsmitgliedern des Nederlands Dans Theater, dessen künstlerischer Leiter er 1961 bis 1970 war. Anschließend arbeitete er freischaffend und zwischen 1974 und 1987 als Ballettmeister für Het Nationale Ballet.
Ab 1988 entstanden seine Choreographien wieder überwiegend für das NDT. Van Manens Werk umfasst etwa 120 meist kürzere Choreografien, wobei er häufig auch als Kostüm-Designer verantwortlich zeichnete. Daneben betätigte er sich als künstlerischer Fotograf. Sein langjähriger Lebensgefährte ist der Niederländer Henk van Dijk.

## Choreographien
Obwohl van Manen betonte, dass Tanz nur vom Tanz handle, ziehen sich durch sein Œuvre die Beziehungen von Menschen. Er zeigt starke Persönlichkeiten, die von der Gleichberechtigung von Mann und Frau geprägt sind. Dabei verwendet er fast ausschließlich Musik, die nicht für Ballett geschrieben wurde, häufig Kompositionen des 20. Jahrhunderts. Seine wichtigsten Werke befinden sich im Repertoire zahlreicher Kompanien.

## Auszeichnungen
- 1993 erhielt er den Deutschen Tanzpreis
- 2000 den Erasmuspreis
- 2004 den Musikpreis der Stadt Duisburg.